# スリュジャンカ
座標: 北緯51度40分 東経103度42分 / 北緯51.667度 東経103.700度

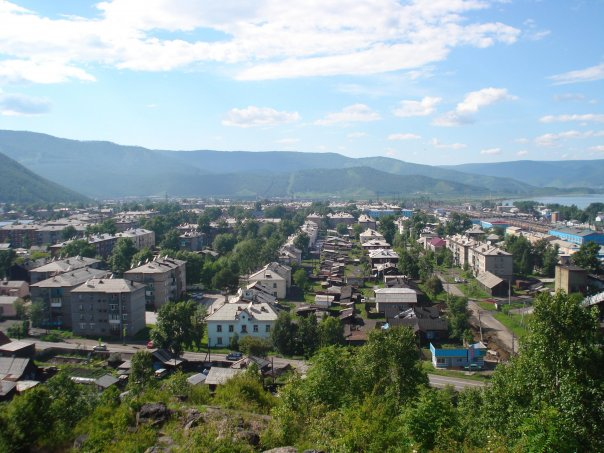
スリュジャンカ町の様子

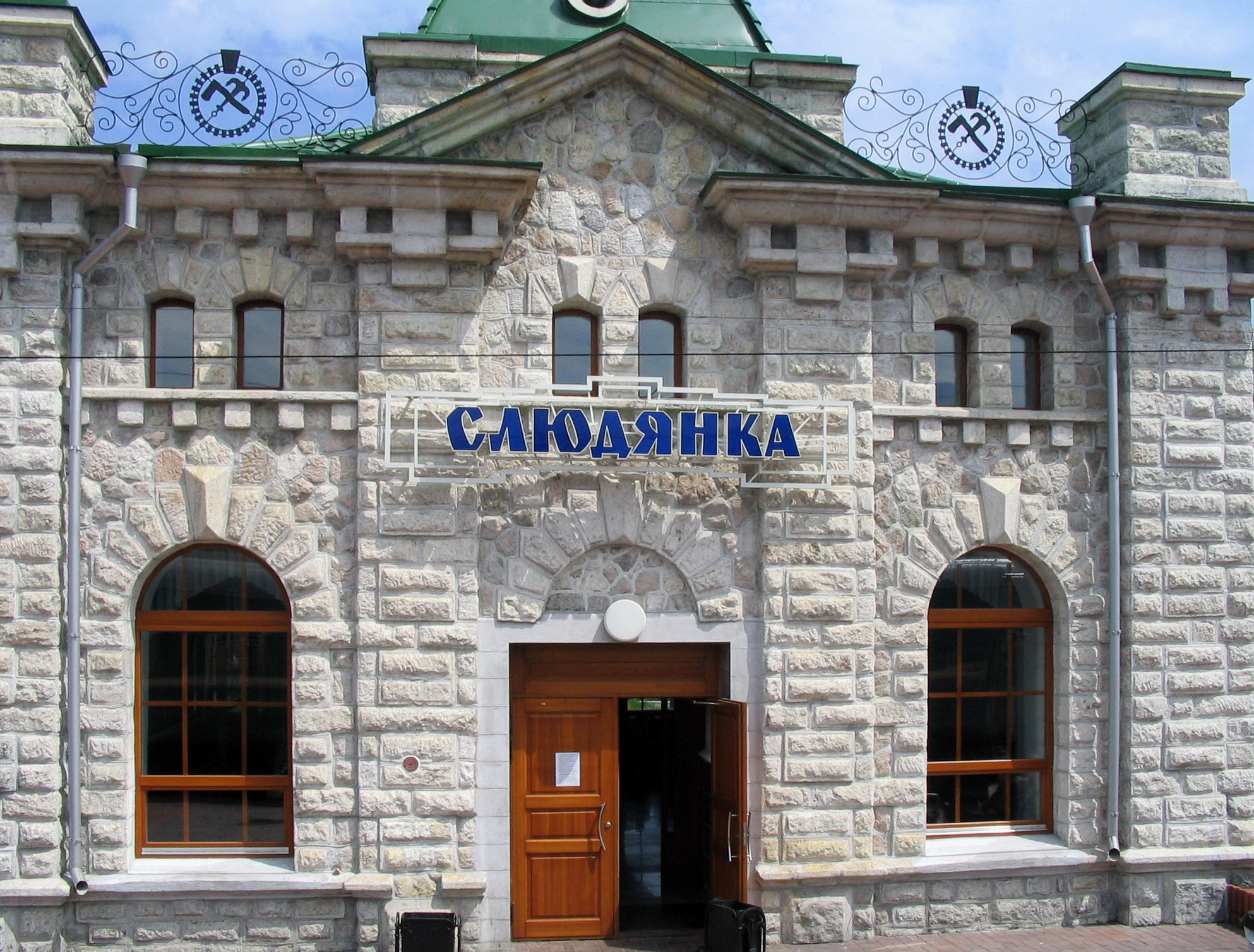
スリュジャンカ駅の駅舎

スリュジャンカ（ロシア語: Слюдя́нка）は、ロシア連邦のイルクーツク州スリュジャンスク地区にある町。人口は1万8574人（2010年）。州都イルクーツクの南約130Kmのバイカル湖畔に位置している。シベリア鉄道の停車駅。スリュジャンカ地区の行政府が存在する。
1905年にこのあたりの集落が設立、鉄道駅も出来た。1936年に市となった。
町の名前はロシア語で雲母を表すスリューダ（Слюда）から名付けられた。この付近には雲母などのたくさんの鉱石資源が存在する。
ガイドブック等では、バイカル湖で産するサケ科の魚オームリが名物となっていて、スリュジャンカI駅では旅人がこぞって買い求めるとあるが、シベリア鉄道の代表的な列車ロシア号の停車時間が最近の時刻改正でわずか2分ほどになっているため、現在買い求められるかどうかは不明。かつては車両の入口に大勢集まるオームリ売りの姿がこの駅の名物であった。
スリュジャンカII駅からは、同じスリュジャンスク地区のバイカル（ポート・バイカル）まで、全長89kmのバイカル湖岸鉄道がある。

## 人口推移
- 19,872人 (1989年）
- 19,118人 (2002年)
- 18,574人 (2010年)